# Gulhårig skinnarbagge
Gulhårig skinnarbagge (Aclypea opaca) är en skalbaggsart som först beskrevs av Carl von Linné 1758.  Gulhårig skinnarbagge ingår i släktet Aclypea, och familjen asbaggar. Enligt den finländska rödlistan är arten nära hotad i Finland. Arten är reproducerande i Sverige. Artens livsmiljö är odlingsmark.
Skinnarbacken blir omkring 10–12 millimeter lång och har en glänsande hårbeklädnad i grågul färg. Larverna är glänsande svarta, gråsuggeliknande. De var tidigare ett allvarligt skadedjur på sockerbetor.

## Bildgalleri

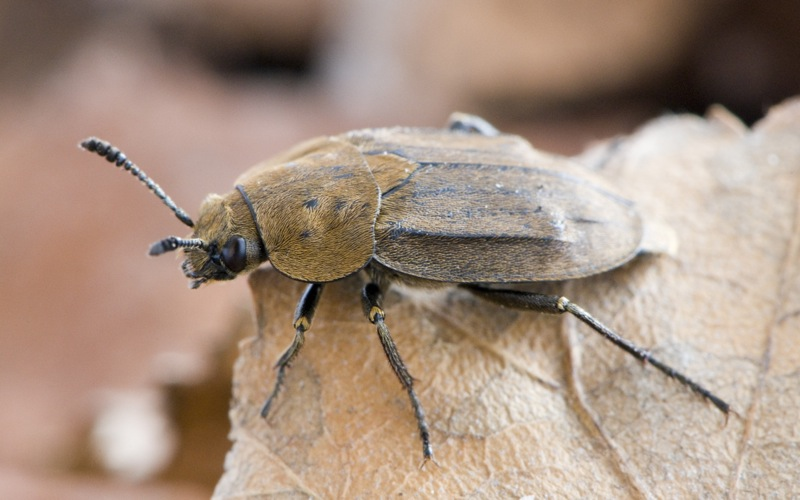
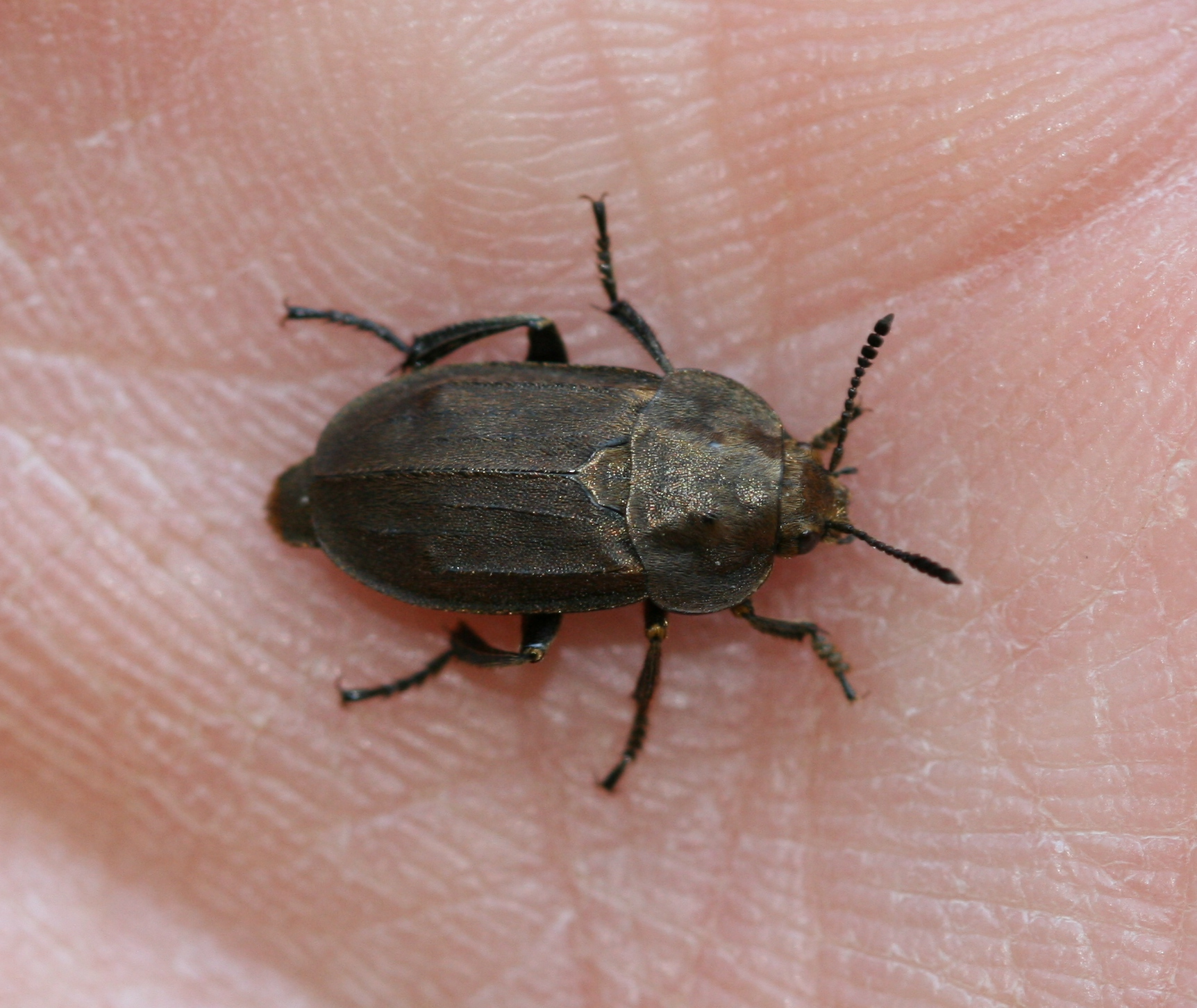